# Politisches Risiko
Als politisches Risiko (englisch political risk) werden im Außenhandel und im Versicherungswesen alle Gefahren angesehen, die sich aus der Politik eines anderen Staates auf privatwirtschaftliche Verträge auswirken können. Dem politischen Risiko stehen die wirtschaftlichen Risiken (insbesondere Finanz-, Finanzierungs- und Marktrisiken) gegenüber.

## Allgemeines
Auf Verträge auswirkende Gefahren aus politischen Entscheidungen oder Handlungen sind allgemeinpolitische, außenpolitische, sozialpolitische, verwaltungspolitische oder wirtschaftspolitische Gefahrenumstände wie unter anderem Annexion, Aufruhr, Aufstand, Aussperrung, Beschlagnahme (von Waren und/oder Bankkonten), Bürgerkrieg, Gesetzgebung, Putsch, Revolte, Revolution, Sabotage, Streik, Terrorismus, Verfügungen von hoher Hand oder Verstaatlichung. Zuweilen wird auch mangelnde Rechtssicherheit zu den politischen Risiken gerechnet, höhere Gewalt ist im Falle des „niederen Zufalls“ (lateinisch casus fortuitus) ein politisches Risiko. Sozio-politische Risiken bestehen in den unterschiedlichen kulturellen und gesellschaftlichen Werten und Strukturen anderer Länder, beeinflusst durch Bildungswesen, Religion, Sitten und Gebräuche oder sozialer Friede. „Politische Risiken stellen die Rahmenbedingungen der unternehmerischen Tätigkeit im Ausland dar“. Da Strafzölle keine faktische, rechtliche oder wirtschaftliche Unmöglichkeit sind, gehören sie nicht zum politischen Risiko.

## Arten
Politische Risiken bedrohen nicht immer sämtliche mit einem Staat Handel treibenden Wirtschaftseinheiten. Generell wird deshalb unterschieden danach, wie weitreichend die geografischen Auswirkungen politischer Risiken sind:
- Mikroebene: Politische Risiken wie lokale Streiks/Aussperrungen wirken sich lediglich meist auf eine begrenzte Region aus und betreffen nur dort agierende Exporteure/Importeure oder Investoren. Auch von der Politik ausgewählte Wirtschaftszweige oder Transaktionen gehören zur Mikroebene.
- Makroebene: Bürgerkrieg, Gesetzgebung, Putsch usw. wirken sich innerhalb eines ganzen Staates aus und treffen alle mit diesem Staat Handel treibende Wirtschaftssubjekte. Staatliches Moratorium oder Transferstopp sind darauf angelegt, dass von ihnen sämtliche Transaktionen betroffen werden.
- Geopolitische Risiken betreffen nicht nur einen einzigen Staat, sondern ganze Staatengemeinschaften oder Wirtschaftsräume, die gemeinsame Politik betreiben. Verhängt beispielsweise die Europäische Union Wirtschaftssanktionen gegen andere Staaten, so gehören diese Sanktionen zu den geopolitischen Risiken.

Der Contagion-Effekt kann dazu führen, dass Risiken auf der Mikroebene sich auf die übergeordneten Ebenen ausweiten können. Je größer die Risikoebene ist, umso mehr Exporteure/Importeure/Investoren sind von dort auftretenden politischen Risiken betroffen. Ausfuhr- und Einfuhrverbote für bestimmte Güter sind politische Risiken, die auf der Makroebene angesiedelt sind, weil sie alle Hersteller dieser Güter betreffen.
Im Regelfall liegen die Ursachen politischer Risiken im Ausland, ausnahmsweise auch im Inland (etwa bei einem Embargo gegen das Inland). Politische Risiken erwachsen aus Maßnahmen fremder Regierungen, die in Geschäfte eingreifen oder diese verhindern, oder die Vertragsbedingungen ändern oder die Konfiskation von ausländischem Eigentum betreiben.

## Außenhandel
Politische Risiken im Außenhandel betreffen den Export, Import und Direktinvestitionen und resultieren aus der Wirtschaftspolitik des ausländischen Staates. Neben den erwähnten Gefahrenumständen kommen noch spezifische, nur im Außenhandel vorkommende Risiken wie Blockade, Boykott, Embargo, Handelsstreit, Konvertibilität, Moratorium, Transferstopprisiko, Wirtschaftskrieg, Wirtschaftssanktionen und Zahlungsverbot hinzu. Generell trifft den Exporteur das Zahlungsrisiko seines Vertragspartners (Konvertibilität bei Zahlung in Fremdwährung, Moratorium, Transferstopp und Zahlungsverbot) und das Erfüllungsrisiko (Abnahmeverpflichtung kann durch seinen Vertragspartner nicht wahrgenommen werden), das gilt umgekehrt auch für den Importeur. Im Rahmen einer Exportkreditversicherung ist der Exporteur oder Importeur beim politischen Risiko üblicherweise mit 10 % bis 15 % Selbstbeteiligung hiergegen versichert.

## Versicherungswesen
Bei Sachversicherungen im Inland werden politische Risiken im Regelfall als versichertes Risiko in den Allgemeinen Versicherungsbedingungen ausgeschlossen.
Die Exportkreditversicherung dagegen versichert ausdrücklich politische Risiken. Die Deckungszusage umfasst neben dem Zahlungsrisiko wegen Zahlungsunfähigkeit auch politische Risiken. So genannte „Hermesdeckungen“ umfassen bei Exporten und Importen das wirtschaftliche Risiko, wenn der ausländische Vertragspartner ein insolvenzfähiges Privatunternehmen ist („Hermes-Garantien“) und das politische Risiko, wenn der ausländische Schuldner ein Staat oder ein Staatsunternehmen ist oder der ausländische Staat als Garant auftritt („Hermes-Bürgschaften“). Für Direktinvestitionen gibt es Investitionsgarantien der Bundesrepublik Deutschland.
Der allgemeine politische Versicherungsfall (Garantiefall) tritt dann ein, wenn gesetzgeberische oder behördliche Maßnahmen im Ausland die Erfüllung der vertraglich vom Exporteur geschuldeten Lieferungen und Leistungen ganz oder teilweise verhindern und dem Exporteur die Forderungen daher nicht zustehen. Voraussetzung hierfür ist, dass der Versand bereits begonnen hat.

## Wirtschaftliche Aspekte
Politische Risiken sind Unternehmerrisiken, die sich aufgrund der unsicheren politischen Lage eines Staates ergeben. Sie treffen Exporteure, Importeure und Investoren von Direktinvestitionen. Bei letzteren ist auch die Enteignung ein politisches Risiko. Politische Risiken werden beim Länderrisiko und Länderrating berücksichtigt. Hier wird beurteilt, ob ein Staat oder dessen Zentralbank willens sind, die zur Rückzahlung der Fremdwährungskredite erforderlichen Devisen zu beschaffen oder vorhandene Devisen zur Rückzahlung einzusetzen (Transferstopprisiko).
Die Versicherbarkeit politischer Risiken setzt voraus, dass die Schadenskosten schätzbar sind, eine unabhängige Schadensverteilung gewährleistet ist, der Schaden eindeutig und durch Zufall eingetreten ist. Bei politischen Risiken ist die Versicherbarkeit wegen Informationsasymmetrie und dynamischer Risikostrukturen eingeschränkt auf die Exportkreditversicherung.